# Щербатский, Николай Фёдорович
Николай Фёдорович Щербатский (1826—1900) — генерал-майор русской императорской армии, иркутский губернатор.

## Биография
Родился 19 (31) июля 1826 года в семье подполковника (впоследствии — генерал-лейтенанта) Фёдора Григорьевича Щербатского.
В августе 1845 года был выпущен из Пажеского корпуса корнетом в Уланский Его Величества лейб-гвардии полк.
В 1857 году — Санкт-Петербургский полицмейстер. В 1859 году был произведён в полковники.
В 1862—1864 годах был военным губернатором Иркутска и иркутским гражданским губернатором; с 17 апреля 1863 года — генерал-майор. В январе 1864 года получил новое назначение в Министерстве внутренних дел и выехал из Иркутска. В 1865 году был назначен в распоряжение киевского, подольского и волынского генерал-губернатора. С 1866 года состоял для особых поручений при шефе корпуса жандармов. Был награждён орденами Св. Владимира 3-й ст. (1867), Св. Станислава 1-й ст. (1869), Св. Анны 1-й ст. (1871).
В 1877 году был зачислен в запасные войска.
Умер 1 (14) апреля 1900 года. Похоронен на кладбище Новодевичья монастыря.

## Семья
Уже получив назначение в Иркутск, 1 июня 1862 года на дочери коллежского советника Елизавете Степановне Ворониной (18.03.1841—01.12.1889). Их дочери:
- Мария (26.04.1864—?)
- Елизавета (17.01.1870—?)
- Варвара (24.05.1873[4]—27.12.1883)